# Dario Damjanović
Dario Damjanović (Gradačac, 23. srpnja 1981.) bivši je hrvatski nogometaš iz Bosne i Hercegovine.
Karijeru je započeo u Bosni i Hercegovini igrajući za Modriču. Dok je bio tamo pratio ga je zagrebački Dinamo, ali ipak nije ponudio ništa konkretno ne bi li doveo Damjanovića u svoju momčad. Kasnije ga je primijetio i Hajduk, te ga konačno kupio 2004. godine. Isprva se nije baš iskazao, te je bilo i onih kojima je njegovo igranje u prvoj momčadi bilo nepotrebno. Tadašnji sportski direktor kluba, Igor Štimac bio ga je tijekom zimskog prijelaznog roka sezone 04./05. označio kao igrača u "izlogu", tj. slobodnog ako pronađe zainteresirani klub. No, ostao je u Splitu. Naredne sezone, Hajduk je igrao vrlo loše, i to s Damjanovićem u prvoj postavi. Iako nije igrao loše, izgledalo je kao da nije kvaliteta za klupske ambicije, pogotovo jer je izostao s trećine utakmica zbog žutih kartona. 
Iako se očekivao njegov odlazak, novi trener Vulić to nije dopustio, te ga s vremenom postavio kao neizostavnog obrambenog veznog igrača. Te sezone, prije prvenstvene utakmice u Osijeku, predsjednik osječkog prvoligaša Branimir Glavaš optužio je klub da Damjanović, zajedno s Munhozom i Kralevskim nema radne dozvole za igranje u Hrvatskoj, te im prijetio deportacijom. Naposljetku su igrači dobili dozvole i ostali igrati. Do polusezone dobio je konkretne ponude bečkih prvoligaša Rapida i Austrije. Ugovor mu je isticao za 6 mjeseci i iz kluba su javno isticali da ako ne potpiše novi, neće igrati na proljeće, dok njegova prodaja nije dolazila u obzir. Damjanović je odlučio ostati u klubu i produžio ugovor na još 2,5 godine, uz klauzulu 1 milijun eura koju mogući kupac mora isplatiti. Nakon početnih problema, probio se i do prvih 11 reprezentacije, dok je u Hajduku bilježio vrlo dobre partije.
Na ljeto pred sezonu 2007./08. nije putovao s momčadi na pripreme u Sloveniju i Njemačku zbog nemogućnosti dobivanja vize. To je potaklo priče o mogućem odlasku iz kluba, no trener Pudar i sportski direktor Erceg su ustvrdili kako imaju Damjanovića u svojoj viziji momčadi za prestojeću sezonu. Nakon zimske stanke uporno zahtjeva odlazak iz kluba koji mu je uprava nakon dužeg negodovanja ipak dopustila. Za 300.000 eura potpisao je za rusku Luč-Energiju gdje ga je zvao nekadašnji mu trener Vulić. 
Statistika u Hajduku
| Natjecanje        | Nastupi | Zgoditci |
| ----------------- | ------- | -------- |
| Prvenstvo         | 82      | 1        |
| Kup               | 15      | 2        |
| Superkup          | 2       | 0        |
| Međunarodne       | 7       | 1        |
| Splitski podsavez | 0       | 0        |
| Ukupno            | 106     | 4        |
| Prijateljske      | 16      | 1        |
| Sveukupno         | 122     | 5        |

Dario na svojoj prvoj službenoj utakmici za hrvatski superkup 17. srpnja 2004. protiv zagrebakog Dinama ulazi u igru kao zamjena Careviću. Hajduk je pogotkom Blatnjaka svladao Dinamo s 1:0. Od svoja 4 službena zgoditka dva je zabio za kup i jedan europskom natjecanju.
Jedini prvenstveni zgoditak dao je Međimurju 8. kolovoza 2004. koju je Hajduk dobio s 1:3, ostali strijelci bili su Blatnjak i Neretljak.